# Фентон, Беатрис
Беатрис Фентон (12 июля 1887 — 11 февраля 1983) — американский скульптор.

## Биография
Беатрис Фентон родилась в семье офтальмолога. В 1903 году училась у Александра Стирлинга Колдера. С 1904 по 1912 год училась в Пенсильванской академии изящных искусств у Чарльза Графли. Благодаря стипендии смогла совершить длительные учебные поездки в Европу.
С 1942 года в течение 11 лет была преподавателем в Школе Дизайна для женщин (Moore College of Art & Design). В 1927 году стала членом Национального общества скульпторов. Также была членом Филадельфийской десятки и Plastic club.
Стала известна благодаря своим бронзовым садовым скульптурам, фонтанам и небольшим животным для открытых площадок.
Её работы хранятся в Музыкальной академии, Парке Фэрмаунт, Университете Пенсильвании, а также в частных коллекциях.